# Vonavona
Vonavona é uma das ilhas das Ilhas Salomão, no sul do Oceano Pacífico. Pertence ao arquipélago das Ilhas da Nova Geórgia, na Província Ocidental. Tem 180 km 2 de área e 4494 habitantes (em 1999).
Também é designada Parara pelos nativos e está quase completamente coberta de floresta. Há um assentamento na costa noroeste.